# François-Paul Brueys d’Aigalliers

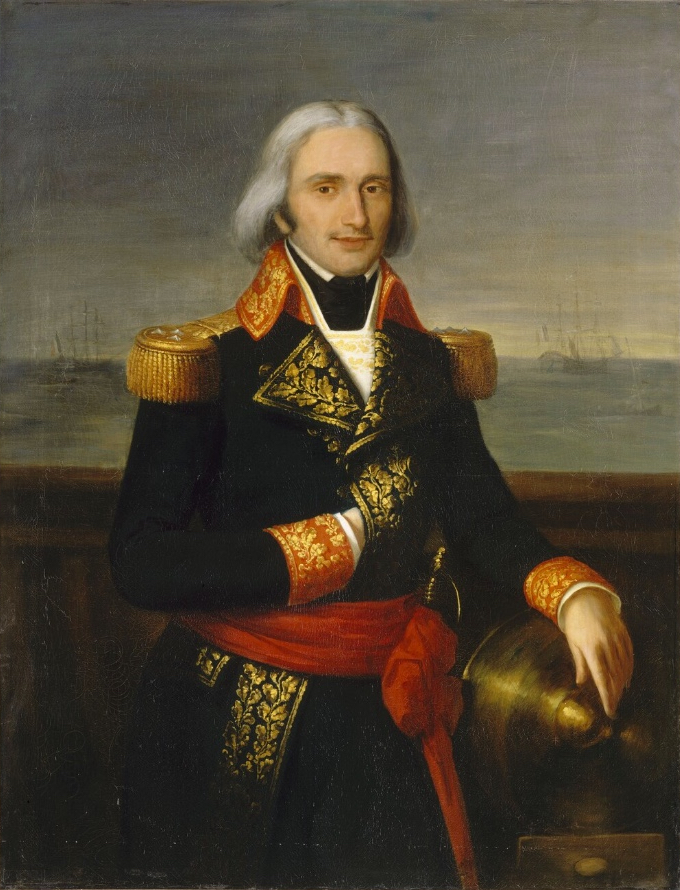
François-Paul Brueys d’Aigalliers

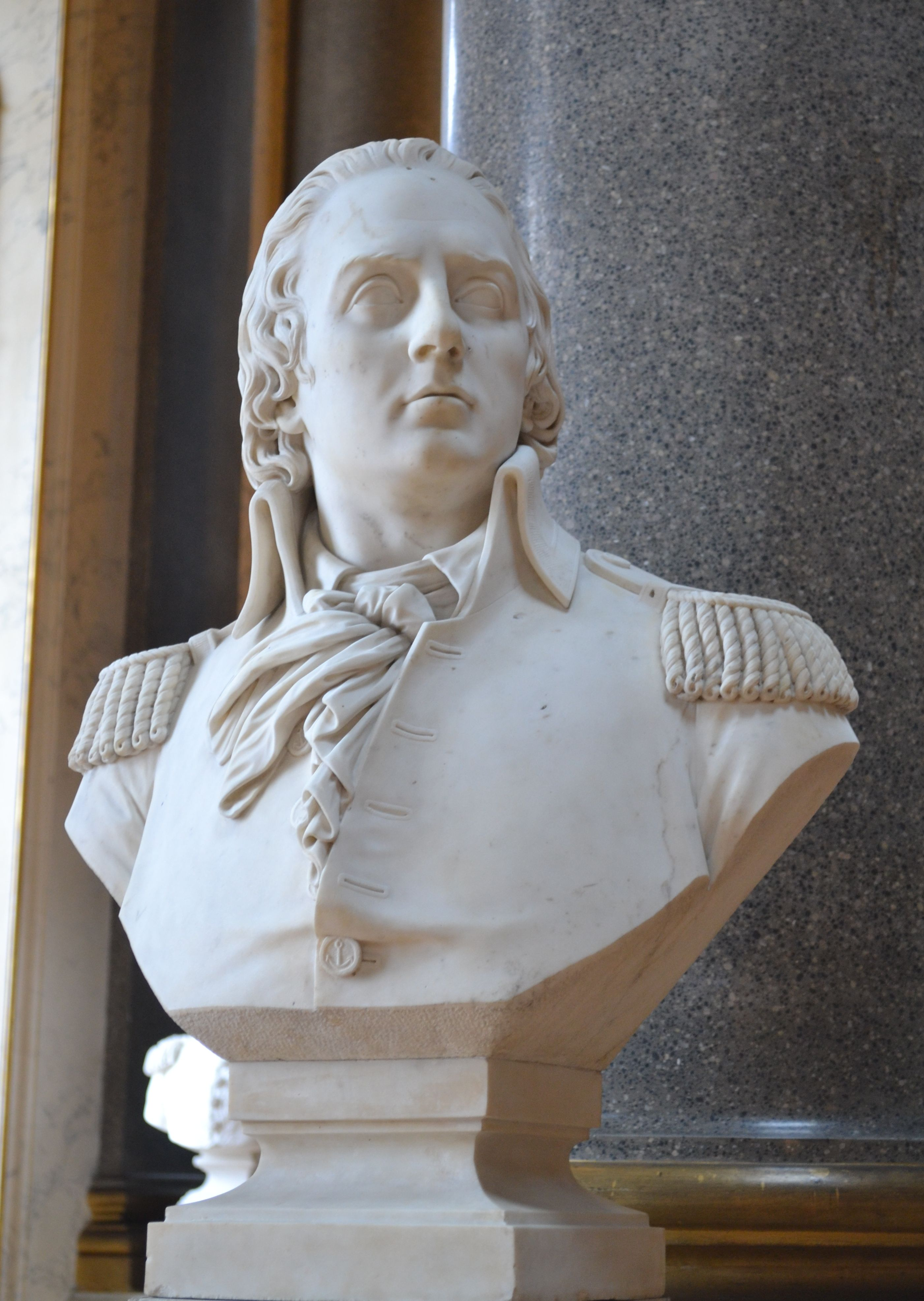
Büste in der Schlachtengalerie des Schloss Versailles

François-Paul Brueys d’Aigalliers, comte de Brueys (* 12. Februar 1753 in Uzès; † 1. August 1798 bei Abukir) war ein französischer Vizeadmiral. Er war der Kommandeur der französischen Flotte, die Napoleons Ägyptische Expedition von Frankreich und Italien aus nach Ägypten übersetzen sollte.
Eine britische Flotte unter dem Kommando von Horatio Nelson verfolgte Brueys Flotte 73 Tage lang durch den Mittelmeerraum und stellte diese schließlich in der Nähe des Kap Abukir unweit Alexandrias. In der Seeschlacht bei Abukir, die zu den bedeutendsten Seeschlachten zählt, unterlag die französische Flotte der britischen. Brueys, der darauf bestand, bis zum Schluss auf Deck seines Flaggschiffes Orient zu bleiben, starb dort an Schussverletzungen. Wenig später explodierte die L’Orient, nachdem das Munitionslager in Brand geraten war.

## Ehrungen
- Sein Name ist am Triumphbogen in Paris in der 23. Spalte (BRUEYS) eingetragen.
- Seine Büste wurde in der 1837 eröffneten Schlachtengalerie des Schloss Versailles aufgestellt.